# Interval intercuartilic

Boxplot (este prezent intervalul intercuartilic) și o funcție a densității de probabilitate (pdf) pentru valori cu distribuție normală N(0,σ^{2})

Intervalul intercuartilic (IQR, din engleză interquartile range) este o măsură a dispersiei statistice care reprezintă răspândirea datelor. Este definit ca diferența dintre percentila 75 și percentila 25 din date. Pentru a calcula acest interval, setul de date este împărțit în cuartile sau patru părți egale ordonate prin interpolare liniară. Aceste cuartile sunt denumite Q1 (denumită și cuartila inferioară), Q2 (mediana) și Q3 (denumită și cuartila superioară). Quartila inferioară corespunde cu percentila 25, iar quartila superioară corespunde cu percentila 75, astfel încât IQR = Q3 - Q1.